# Xue’an (köpinghuvudort i Kina, Jiangsu Sheng, lat 32,46, long 120,69)
Xue'an är en köpinghuvudort i Kina. Den ligger i provinsen Jiangsu, i den östra delen av landet, omkring 180 kilometer öster om provinshuvudstaden Nanjing. Antalet invånare är 29 069. Befolkningen består av 16 195 kvinnor och 12 874 män. Barn under 15 år utgör 10,0 %, vuxna 15-64 år 67 %, och äldre över 65 år 21,0 %.
Runt Xue'an är det tätbefolkat, med 819 invånare per kvadratkilometer. Närmaste större samhälle är Libao, 11,6 km norr om Xue'an. Trakten runt Xue'an består till största delen av jordbruksmark.
Genomsnittlig årsnederbörd är 1 284 millimeter. Den regnigaste månaden är juli, med i genomsnitt 239 mm nederbörd, och den torraste är januari, med 34 mm nederbörd.